# Amt Nordsee-Treene
La comunità amministrativa di Nordsee-Treene (Amt Nordsee-Treene) si trova nel circondario della Frisia Settentrionale nello Schleswig-Holstein, in Germania.

## Suddivisione
Comprende 27 comuni:
1. Arlewatt (345)
2. Drage (655)
3. Elisabeth-Sophien-Koog (51)
4. Fresendelf (93)
5. Hattstedt (2 609)
6. Hattstedtermarsch (273)
7. Horstedt (820)
8. Hude (178)
9. Koldenbüttel (895)
10. Mildstedt* (3 975)
11. Nordstrand (2 230)
12. Oldersbek (740)
13. Olderup (457)
14. Ostenfeld (Husum) (1 570)
15. Ramstedt (416)
16. Rantrum (1 885)
17. Schwabstedt (1 297)
18. Seeth (792)
19. Simonsberg (826)
20. Süderhöft (21)
21. Südermarsch (137)
22. Uelvesbüll (298)
23. Winnert (705)
24. Wisch (110)
25. Wittbek (792)
26. Witzwort (1 026)
27. Wobbenbüll (469)

Il capoluogo è Mildstedt.
(Tra parentesi i dati della popolazione al 31 dicembre 2021)